# Шенкендорф, Максимилиан фон (поэт)
Максимилиан фон Шенкендо́рф (нем. Gottlob Ferdinand Maximilian Gottfried von Schenkendorf; 11 декабря 1783 — 11 декабря 1817) — немецкий поэт и писатель начала XIX века.

## Биография
Родился в Тильзите, на улице Высокой, в доме № 39 (ныне — улица Герцена, д. 1 в Советске), 11 декабря 1783 года. В детстве жил под Тильзитом в имении своего отца. В 1798 году поступил в Кёнигсбергский университет, через какое-то время его отправили учиться к пастору, но Шенкендорф постоянно конфликтовал со священником и однажды сбежал от него и вернулся в университет, где изучал юриспруденцию. Отец и мать резко осудили этот поступок, отец отказался от него, а мать даже написала специальное объявление, чтобы ему никто не давал денег в долг. Шенкендорф был серьёзно ранен на дуэли в 1809 году — у него была раздроблена рука, к тому же произошел серьезный театральный скандал с его участием. В Кёнигсберге создал союз поэтов «Венок Балтийского моря». Жизнь в Кенигсберга была омрачена неприятностями, поэтому Максимилиан в 1812 году обвенчался с фрау Баден и уехал в Силезию, где участвовал в войне с Наполеоном 1813 года. Из-за парализованной руки он не принимал активных действий в сражениях, но, конечно, приносил большую пользу Родине, сочиняя патриотические военные песни, поднимающие боевой дух народа. Главный мотив творчества Шенкендорфа можно выразить в двух словах — Свобода и Отечество. Максимилиан фон Шенкендорф создал множество песен и баллад на военные темы. После окончания войны с Наполеоном поэт обращается к религиозной жизни, сочиняет духовные песни и гимны, за что его даже называют «последним певцом церковной поэзии Германии». В 1817 году последовало новое назначение в Магдебург. Тем неожиданнее настигла его смерть — прямо во время укладывания вещей. Поэт скончался 11 декабря 1817 года в свой день рождения, когда ему исполнилось 34 года.
Похоронен на Главном кладбище Кобленца.

## Литературная деятельность
Основным направлением творчества была тема патриотизма и любви к своей Родине. Также, под влиянием деятельности В. Криденер, М. Шенкендорф обращался и к мистико-романтическому направлению, но оно оставило меньше следов в его творчестве, чем патриотическое направление. Основные произведения писателя — «Gedichte» и «Poetischer Nachlass».

## Память

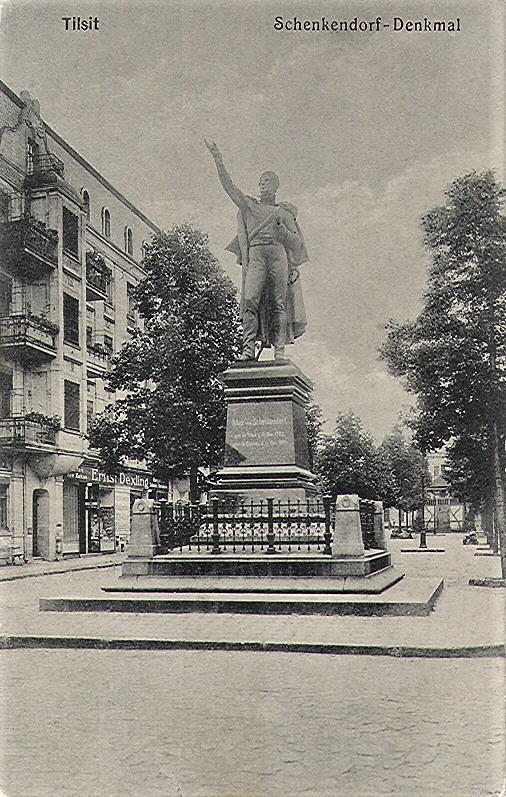
Старый памятник Максу фон Шенкендорф

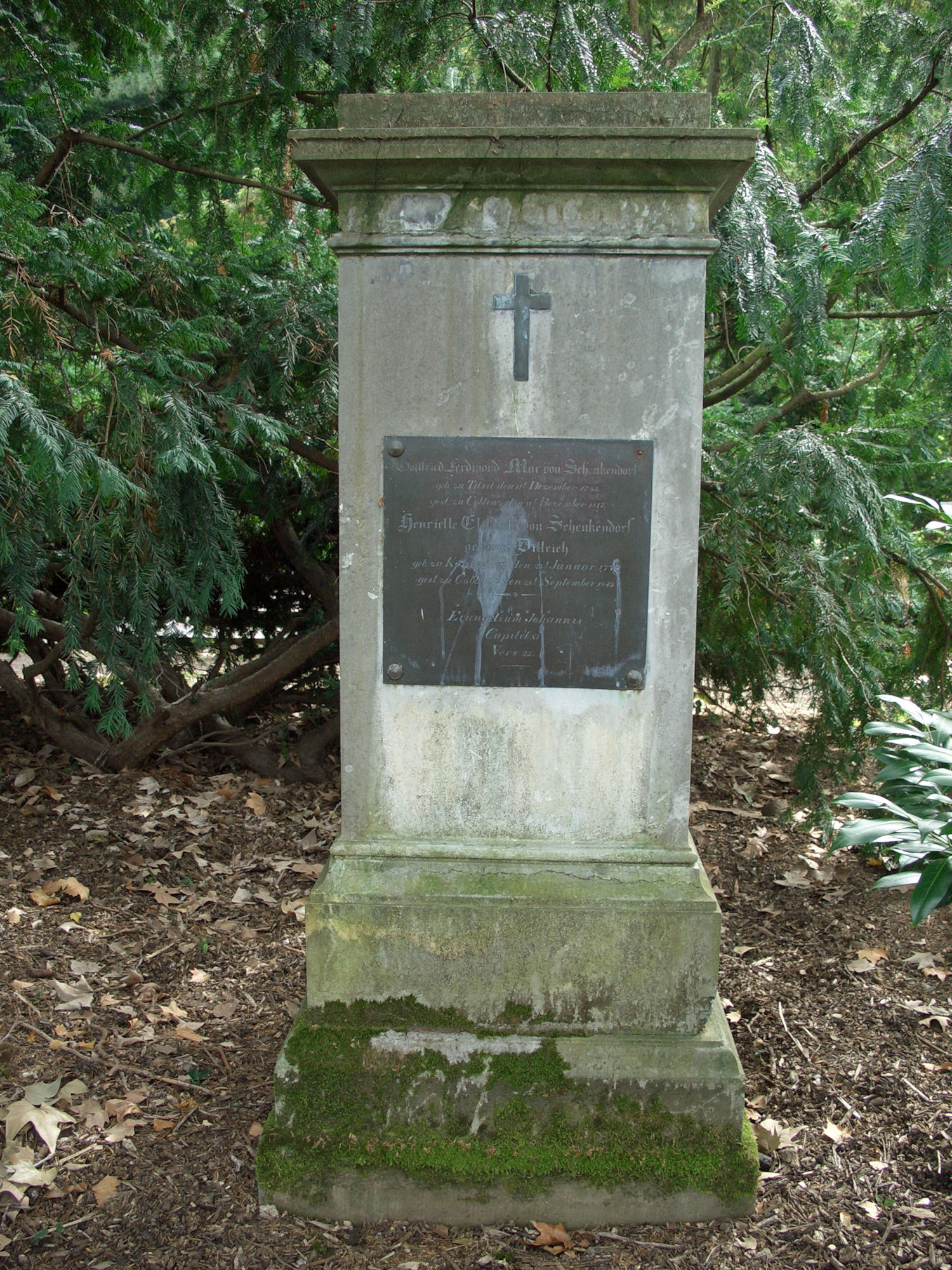
Гробница М. Шекендорфа в г. Кобленц

Первый памятник поэту на площади его имени в Тильзите был установлен на деньги жителей города в 1890 году. Под памятник заложили капсулу с грамотой, на которой расписался император Фридрих Вильгельм III. Автор памятника — тильзитский скульптор Мартин Энгельске. Этот памятник был демонтирован в 1944 году, с приближением советских войск к городу, и увезён в неизвестном направлении. Ныне в Советске есть памятная доска в честь поэта, установленная уже в советское время. На могиле поэта установлен надгробный знак, а в городе Кобленце — памятник.